# Centro Universitário Uninovafapi
Centro Universitário Uninovafapi (UNINOVAFAPI) é uma instituição de ensino superior brasileira, localizada no estado do Piauí, na cidade de Teresina. 

## Graduação
O Uninovafapi possui os seguintes cursos de graduação: Arquitetura e Urbanismo, Biomedicina, Direito, Enfermagem, Engenharia Civil, Farmácia, Fisioterapia, Fonoaudiologia, Nutrição, Medicina e Odontologia.

## Pós-graduação
Os cursos disponíveis são Projetos de Saneamento Básico e Ambiental, Ortodontia, Implantodontia, Terapia Intensiva Adulto, Pediátrico e Neonatal, Enfermagem Obstétrica, Saúde da Família, Psicopedagogia Clínica e Institucional, Urgência e Emergência, Docência no Ensino Superior, MBA Gestão de Pessoas – Carreiras, Liderança e Coaching, Libras com Ênfase em Tradução e Interpretação, Engenharia de Segurança no Trabalho

## Mestrado
O Programa de Mestrado Profissional em Saúde da Família é o primeiro curso aprovado pela CAPES em uma instituição privada no Estado do Piauí. O currículo do curso é constituído por 5 disciplinas obrigatórias (19 créditos) e 8 disciplinas optativas (21 créditos). O aluno deverá cursar 19 créditos das disciplinas obrigatórias e no mínimo 12 créditos das disciplinas optativas, totalizando para conclusão 31 créditos, o que corresponde a 465 horas. Além disso, serão atribuídos 20 créditos em Trabalho de Conclusão de Mestrado (TCM), sendo 10 créditos para discussões dos projetos de pesquisa em grupos e 10 créditos para orientação dos docentes aos cursos de graduação, incluindo uma especialização em Saúde da Família, desde março de 2006.